# Aleksandr Sergeevič Dem'janenko
Aleksandr Sergeevič Dem'janenko (in russo Александр Сергеевич Демьяненко?; Sverdlovsk, 30 maggio 1937 – San Pietroburgo, 22 agosto 1999) è stato un attore cinematografico e attore teatrale russo.

## Biografia
Dal 1946 al 1952 frequentò la scuola di musica di Sverdlovsk. Nel 1955, dopo che l'anno precedente non era riuscito a superare l'esame d'ammissione al Teatro d'Arte di Mosca,  entrò all'Accademia Russa d'Arte Drammatica (GITIS).
Si diplomò nel 1959 e andò a lavorare come attore al Teatro Majakovskij di Mosca.
Nel 1961 si trasferisce a Leningrado dove recita in numerosi film.
La fama arriva nel 1965 con l'interpretazione del ruolo di Sciùric (Šùrik), lo studente timido e studioso, nella commedia Operazione Y e altre avventure di Šurik in russo Операция «Ы» и другие приключения Шурика?, diretta da Leonid Iovič Gajdaj, che diventata un classico del cinema comico sovietico. Dato il successo, nel 1966 partecipa al sequel La prigioniera caucasica ovvero Le nuove avventure di Šurik in russo Кавказская пленница, или Новые приключения Шурика?. Pur recitando in seguito in ruoli diversi, quello di Šurik gli rimarrà cucito addosso per tutta la vita.
Altra interpretazione famosa fu quella dello scienziato Šurik (apparentemente senza nessuna connessione con il vecchio personaggio) nel film del 1973, ancora di Leonid Gajdaj, Ivan Vasilyevich: Cambia Professione in russo Иван Васильевич меняет профессию (La nuova professione di Ivan Vasilyevich)? in cui inventa la macchina del tempo. Diede anche la voce per il doppiaggio di film stranieri.
Dem'janenko, che soffriva di alcolismo, con il collasso dell'Unione Sovietica si ritrovò a vivere in povertà. Fece alcune apparizioni in TV nel 1997 come Šurik lo studente da vecchio e nel 1998 come il vecchio scienziato inventore della macchina del tempo.
Morì nel 1999 per un infarto.

## Filmografia parziale
- Veter, regia di Aleksandr Alov e Vladimir Naumovič Naumov (1959)
- Vsё načinaetsja s dorogi, regia di Nikolaj Vladimirovič Dostal' e Villen Azarov (1959)
- Sverstnicy, regia di Vasilij Sergeevič Ordynskij (1959)
- The Grown up Children (1961)
- Kar'era Dimy Gorina, regia di Frunze Dovlatjan e Lev Solomonovič Mirskij (1961)
- Pace a chi entra (Myr Vchodjashchcemu), regia di Aleksandr Alov e Vladimir Naumov (1961)
- Bej, baraban!, regia di Aleksej Aleksandrovič Saltykov (1962)
- Porožnij rejs, regia di Vladimir Jakovlevič Vengerov (1962)
- Kain XVIII, regia di Nadežda Nikolaevna Koševerova, Michail Šapiro (1963)
- Pervyj trollejbus, regia di Isidor Markovič Annenskij (1963)
- Sotrudnik ČK, regia di Boris Izrailevič Volček (1963)
- State Criminal (1964)
- Poka front v oborone, regia di Julij Andreevič Fajt (1964)
- Operazione Y e altre avventure di Šurik (Operacija Y i drugie priključenija Šurika), regia di Leonid Iovič Gajdaj (1965)
- Ne zabud'... stantsija Lugovaja, regia di Nikita Kurichin e Leonid Menaker (1966)
- Una vergine da rubare (Kavkazkaja plennica, ili Novye priključenija Šurika), regia di Leonid Gajdaj  (1967)
- Zavtra, tret'ego aprelja..., regia di Igor' Fёdorovič Maslennikov (1969)
- Rokirovka v dlinnuju storonu, regia di  Vladimir Nikolaevič Grigor'ev (1969)
- Učitel' penija, regia di Naum Borisovič Birman (1972)
- Privalovskie milliony, regia di Jaropolk Leonidovič Lapšin (1972)
- Ivan Vasil'evič menjaet professiju, regia di Leonid Gajdaj (1973)
- Otkrytaja kniga, regia di Vladimir Aleksandrovič Fetin (1973)
- Strange Adults (1974)
- The Last Winter Day (1974)
- Unique(1975)
- Eleven Hopes (1975)
- Crane in the Sky (1977)
- Vsё rešaet mgnovenie, regia di Viktor Aleksandrovič Sadovskij (1978)
- Chest of Drawers Was Lead Through the Street... (1978)
- The Nightingale (1979)
- The Bat (1979)
- The Useless Girl (1980)
- Comrade Innokenty (1981)
- It Was Beyond the Narva Gate (1981)
- An Awful Day(1982)
- My Love: A Revolution (1982)
- The Green Van (1983)
- Echo of a Distant Blast (1983)
- Stories of an Old Magician (1984)
- Dear, Dearest, Beloved, Unique (1984)
- Dream in the Hand, or Suitcase (1985)
- A Bright Person (1988)
- Tamara Aleksandrovna's Husband and Daughter (1988)
- A Play for Millions (1991)
- And to Hell with Us (1991)
- The White Clothes (1991)
- Seven-Forty (1992)